# Никола Ђуровић
Никола Ђуровић је био председник слишанске општине (1895—1897) и најбољи стрелац у Гајтану. Одликован је за јунаштво у бојевима са Турцима златном медаљом Обилића. Био је и примеран домаћин, са највећим иметком у Горњој Јабланици.
Никола Ђуровић, Илија Дрпић и Јаков Мујовић били су стотинаши-команданти устаничких батаљона код Петра Мркоњића — Карађорђевића у Српском устанку у Херцеговини и Босни (1875-1878).